# Karin Kadenbach
Karin Kadenbach (ur. 19 kwietnia 1958 w Wiedniu) – austriacka polityk, samorządowiec, deputowana do Parlamentu Europejskiego VII i VIII kadencji.

## Życiorys
Kształciła się w Wolnej Akademii w Elmirze oraz na Uniwersytecie Ekonomicznym w Wiedniu. Pracowała w firmie J.W. Thompson.
W 1980 wstąpiła do Socjaldemokratycznej Partii Austrii. W latach 1995–1999 pełniła funkcję krajowego sekretarza ds. kobiet w SPÖ, a następnie do 2007 przewodniczącej partii w Dolnej Austrii. Od 1990 do 2006 była radną gminy Großmugl. W latach 2001–2007 i 2008–2009 zasiadała w landtagu Dolnej Austrii, pomiędzy tymi okresami zajmowała stanowisko regionalnego ministra ds. ochrony zdrowia.
W wyborach w 2009 z listy socjaldemokratów uzyskała mandat posłanki do Parlamentu Europejskiego. W PE VII kadencji została członkinią grupy Postępowego Sojuszu Socjalistów i Demokratów oraz Komisji Ochrony Środowiska Naturalnego, Zdrowia Publicznego i Bezpieczeństwa Żywności. W 2014 z powodzeniem ubiegała się o reelekcję.